# Moadon Kaduregel Maccabi Haifa 2015-2016
Questa voce raccoglie le informazioni riguardanti il Maccabi Haifa Football Club nelle competizioni ufficiali della stagione 2015-2016.

## Maglie
Il fornitore tecnico per la stagione 2015-2016 è Nike. Gli sponsor ufficiali sono Honda e Pointer e Variety Israel.

## Rosa
| N. |                    | Ruolo | Calciatore       |
| -- | ------------------ | ----- | ---------------- |
| 1  | Israele (bandiera) | P     | Ohad Levita      |
| 2  | Israele (bandiera) | D     | Ayid Habashi     |
| 4  | Spagna (bandiera)  | D     | Marc Valiente    |
| 6  | Israele (bandiera) | C     | Ran Abukarat     |
| 7  | Israele (bandiera) | C     | Ofir Kriaf       |
| 8  | Israele (bandiera) | C     | Hen Ezra         |
| 10 | Polonia (bandiera) | A     | Ludovic Obraniak |
| 11 | Israele (bandiera) | C     | Ismaeel Ryan     |
| 12 | Israele (bandiera) | D     | Orel Dgani       |
| 13 | Israele (bandiera) | D     | Taleb Tawatha    |
| 14 | Israele (bandiera) | C     | Gil Vermouth     |
| 15 | Israele (bandiera) | C     | Yossi Benayoun   |
| 16 | Israele (bandiera) | C     | Eliran Atar      |

| N. |                        | Ruolo | Calciatore         |
| -- | ---------------------- | ----- | ------------------ |
| 17 | Israele (bandiera)     | A     | Shoval Gozlan      |
| 19 | Israele (bandiera)     | A     | Shahar Hirsh       |
| 21 | Israele (bandiera)     | C     | Dekel Keinan       |
| 22 | Israele (bandiera)     | P     | Gil Ofek           |
| 23 | Israele (bandiera)     | C     | Jaber Ataa         |
| 24 | Paesi Bassi (bandiera) | A     | Glynor Plet        |
| 25 | Israele (bandiera)     | D     | Sun Menahem        |
| 27 | Israele (bandiera)     | D     | Eyal Meshumar      |
| 28 | Israele (bandiera)     | D     | Yuval Yosipovich   |
| 29 | Israele (bandiera)     | A     | Shimon Abuhatzira  |
| 32 | Israele (bandiera)     | C     | Kobi Moyal         |
| 38 | Serbia (bandiera)      | P     | Vladimir Stojković |
| 52 | Brasile (bandiera)     | C     | Romário Pires      |